# L'Amour, la fantasia
L'Amour, la fantasia est un roman d'Assia Djebar paru en 1985. Il a été réédité en 1995, puis en format de poche en 2001.

## Résumé
Le roman se situe dans le contexte de l'Algérie coloniale (1830) 
Le roman s'inspire du genre autobiographique. En effet, les références au père, professeur de français (issu de l'École normale d'instituteurs de Bouzaréa), de la mère, ainsi que des femmes enfermées en raison des traditions.
L'oeuvre témoigne aussi de la présence des us et coutumes et des traditions festives en règle générale,  lors des fêtes tout naturellement et particulièrment lors des mariages traditionnels qui accompagnent la fantasia.